# Place Philippe-de-Broca
La place Philippe-de-Broca est une voie située dans le 12e arrondissement de Paris, en France.

## Situation et accès
Cette place du 12e arrondissement de Paris est située à l'intersection du boulevard de la Bastille, de la place Mazas, du quai de la Rapée et du pont Morland.

## Origine du nom
La voie porte son nom en hommage à Philippe de Broca (1933-2004), cinéaste français.

## Historique
La « place Philippe-de-Broca » est créée par délibération des 11, 12 et 13 octobre 2022.